# Schmidtella
Schmidtella is een geslacht van uitgestorven kreeftachtigen uit de klasse van de Ostracoda (mosselkreeftjes).

## Soorten
- Schmidtella affinis Ulrich, 1894 †
- Schmidtella asymmetrica Harris, 1957 †
- Schmidtella belgica Jones, 1896 †
- Schmidtella brevis Ulrich, 1894 †
- Schmidtella concentrodepressa Kraft, 1962 †
- Schmidtella crassimarginata Ulrich, 1892 †
- Schmidtella dorsicostata Ivanova, 1955 †
- Schmidtella elongata Kummerow, 1953 †
- Schmidtella excavata Harris, 1957 †
- Schmidtella excelsa Melnikova, 1981 †
- Schmidtella globosa Olempska, 1994 †
- Schmidtella ibexaria Berdan, 1988 †
- Schmidtella incompta Ulrich, 1894 †
- Schmidtella lacunosa Burr & Swain, 1965 †
- Schmidtella latimarginata Keenan, 1951 †
- Schmidtella magna Teichert, 1937 †
- Schmidtella minuta Harris, 1957 †
- Schmidtella pervetus Matthew, 1899 †
- Schmidtella robervali Copeland, 1973 †
- Schmidtella settedabanica Kanygin, 1971 †
- Schmidtella spinosa Kanygin, 1982 †
- Schmidtella sublenticularis (Jones, 1890) Bassler, 1915 †
- Schmidtella subrotunda Ulrich, 1894 †
- Schmidtella transversa Harris, 1957 †
- Schmidtella umbonata Ulrich, 1894 †
- Schmidtella walkerensis Lundin & Newton, 1970 †